# Regeren vanuit het Duister
Regeren vanuit het Duister - De ware macht van vrijmetselarij, de Priorij van Sion, Illuminati, Skull and Bones onthuld is een boek (2000) van Jim Marrs, vertaald naar het Nederlands in 2005.

## Beweringen
Marrs stelt dat het moeilijk is om de feiten helder te krijgen omtrent de geheime organisaties, omdat er voortdurend rookgordijnen gelegd worden. Toch meent hij dat een aantal dingen met absolute zekerheid te stellen zijn: de betrokkenheid van bankiers bij de Eerste en Tweede Wereldoorlog, maar ook bij de Franse revolutie, de Amerikaanse revolutie en de Amerikaanse burgeroorlog.
Hij weidt uit over degenen die belang zouden kunnen hebben bij de moord op president Kennedy, de oorzaak van economische depressies, en de rol van de Federal Reserve, die geld dat ze zelf niet in bezit heeft, tegen rente aan de overheid leent.
Vervolgens graaft hij dieper in de geschiedenis tot aan het Oude Testament, belicht een antisemitische hoax over de wijzen van Sion die echter tegelijkertijd wel op een niet-joods complot zou kunnen duiden uit de negentiende eeuw, waarvan plannen nog steeds in uitvoering lijken te zijn.
Tot slot beschrijft hij de vertalingen van Soemerische geschriften door Sitchin die zouden beschrijven hoe 432.000 jaar vóór de zondvloed buitenaardse Anoennaki op Aarde gekomen zouden zijn en uiteindelijk via genetische technieken de moderne mens creëerden als slavenras. "Moeten we dit zien als mythe of als poging tot geschiedschrijving?" vraagt de auteur. "Was de zondvloed een nucleaire oorlog?"